# تئوری بیگ بنگ
تئوری بیگ بنگ (به انگلیسی: The Big Bang Theory) یک مجموعهٔ تلویزیونی در گونهٔ کمدی موقعیت ساختهٔ چاک لوری و بیل پریدی و با مدیریت اجرایی آن دو به اتفاق استیون مولارو است. هر سهٔ آن‌ها نویسندگان اصلی مجموعه نیز بوده‌اند. پخش این مجموعه از ۲۴ سپتامبر ۲۰۰۷ از شبکه سی‌بی‌اس آغاز شد و در دوازده فصل و ۲۷۹ قسمت، پس از دوازده سال در ۱۶ می ۲۰۱۹ به پایان رسید.
این مجموعه در ابتدا حول محور پنج شخصیت که در پاسادینا، کالیفرنیا زندگی می‌کنند شکل گرفت: لئونارد هافستادر و شلدون کوپر، دو فیزیکدان مؤسسه فناوری کالیفرنیا که هم‌اتاقی هستند؛ پنی که پیش‌خدمت رستوران و علاقه‌مند به بازیگری و همسایهٔ روبه‌رویی آن‌هاست؛ و دو دوست و همکار لئونارد و شلدون، مهندس هوافضا هاوارد والوویتز و اخترفیزیکدان راجش کوترپالی که مانند آن دو گیک و غیراجتماعی هستند. با جلو رفتن مجموعه، برخی از نقش‌های مکمل به نقش اصلی ارتقا داده شدند، از جمله عصب‌پژوه ایمی فارا فاولر، میکروبیولوژیست برنادت راستنکاوسکی، فیزیکدان آزمایشگاهی لزلی وینکل، و فروشندهٔ کتاب‌های کمیک استوارت بلوم.
این مجموعه به‌طور زنده در برابر حضار فیلمبرداری شده و توسط وارنر برادرز تله‌ویژن و چاک لوری پروداکشن تهیه شد. فصل اول مجموعه با نظرات ضد و نقیض منتقدان مواجه شد، اما با این وجود فصل‌های دوم و سوم بیشتر مورد استقبال قرار گرفت. به رغم نقدهای اولیه، هفت فصل از مجموعه در بین ده مجموعهٔ برتر قرار گرفته و در نهایت فصل یازدهم رتبهٔ اول را به خود اختصاص داد. این مجموعه از سال ۲۰۱۱ تا ۲۰۱۴ نامزد دریافت جایزه امی ساعات پربیننده برای مجموعه تلویزیونی کمدی و چهار بار برندهٔ جایزه امی ساعات پربیننده برای بهترین بازیگر نقش اول مرد در مجموعه تلویزیونی کمدی برای جیم پارسونز شد. در مجموع، هفت جایزهٔ امی از ۴۶ نامزدی نصیب این مجموعه شد. پارسونز همچنین در سال ۲۰۱۱ برندهٔ جایزه گلدن گلوب برای نقش اول مرد در مجموعه تلویزیونی کمدی شد. محبوبیت زیاد این مجموعه باعث شد تا شبکهٔ سی‌بی‌اس در سال ۲۰۱۷ سریال مشتق شلدون جوان را حول محور شخصیت شلدون کوپر بسازد.

## درباره سریال
هوش و نبوغ ۴ شخصیت مرد و عدم موفقیتشان در روابط اجتماعی در تضاد با کاراکتر پنی است که فردی محبوب و دارای روابط اجتماعی گسترده‌است، موجب ایجاد صحنه‌های کمدی در مجموعه می‌شود.
به تدریج شخصیت‌های فرعی و مکملی نیز به مجموعه شدند. شامل:

لزلی وینکل (سارا گیلبرت)، همکار فیزیکدان و در دو دورهٔ زمانی متفاوت معشوقهٔ هاوارد و لئونارد

برنادت راستنکوفسکی (ملیسا راوش)، دوست دختر هاوارد (بعدها همسرش) میکروب‌شناس و پیش‌خدمتکار سابق در رستوران محل کار پنی

عصب‌شناس ایمی فارا فاولر (ماییم بیالیک)، که پس از آشنایی با شلدون از طریق یک سایت دوست‌یابی به گروه می‌پیوندد
و در فصل ۱۱(انتهای فصل ۱۰) با شلدون کوپر نامزد می‌کند           
زک جانسون (برایان توماس اسمیت) دوست پسر سابق پنی و دارای ضریب هوشی پایین

ویل ویتون (خودش) بازیگر مورد علاقه شلدون در مجموعه پیشتازان فضا و دوست او

استوارت بلوم (کوین سوسمن)، صاحبِ افسرده و بی‌پول فروشگاه کتاب‌های کمیکی که شخصیت‌های مجموعه اغلب به آنجا می‌روند.
فصل دوازدهم، آخرین فصل از این مجموعه بود و پس از آن پخش سریال تمام شد.

## بازیگران و شخصیت‌ها

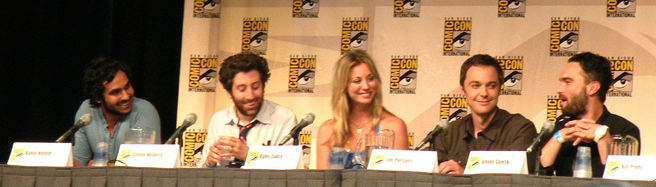
بازیگران تئوری بیگ بنگ در کامیک-کان سن‌دیگو ۲۰۰۹ از بالا به چپ: جانی گالکی، جیم پارسونز، کیلی کوئوکو، سایمون هلبرگ و کونال نایر

- جانی گالکی در نقش لئونارد هافستادر: او دکترای فیزیک کاربردی دارد و ضریب هوشیش ۱۷۳ است. در ۲۴ سالگی دکترا گرفته و اهل نیو جرسی است. او جملات کنایه‌ای و طنزآمیز فراوانی بر زبان می‌آورد و با دوست و همکارش، شلدون کوپر در یک آپارتمان زندگی می‌کند. او از ابتدای مجموعه به پنی علاقه‌مند می‌شود.
- جیم پارسونز در نقش شلدون کوپر: او اهل گلوستون، تگزاس است و نبوغ خود را از کودکی نشان داده‌است. در ۱۱ سالگی وارد کالج شده و نخستین دکترایش را در ۱۶ سالگی گرفته است. او دارای دو دکترا، دو فوق لیسانس و یک لیسانس است. رشتهٔ او فیزیک نظری است و بر روی نظریه ریسمان و مکانیک کوانتوم تحقیق می‌کند. ضریب هوشی او ۱۸۷ است. او در درک رسوم رفتار اجتماعی و فهم معانی طعنه‌ها و کنایه‌ها مشکل دارد و به جای اینکه مانند دیگران به‌صورت غریزی به رسوم عادی اجتماعی عمل کند و معنای کنایی جملات را متوجه شود سعی می‌کند با تمرین و مطالعه با این مسائل آشنا شود. او همچنین از تماس‌های معمول جسمی مثل بغل کردن و بوسیدن و حتی دست دادن به شدت اجتناب می‌کند و برای این کارش دو دلیل دارد یکی مسائل بهداشتی و دیگر اینکه همان‌طور که ذکر شد رفتارها و رسوم غریزی جامعه را به صورت غریزی درک و پذیرش نمی‌کند. او در یک آپارتمان با لئونارد و در همسایگی پنی زندگی می‌کند و در زمان وقوع مشکلات، به این دو پناه می‌برد. او بسیار خودخواه و مغرور است و همیشه از هوش خود تعریف می‌کند. همچنین او رانندگی بلد نیست و دوستانش باید او را به محل‌های مورد نظرش برسانند. حتی یک بار سعی می‌کند که گواهینامه بگیرد ولی موفق نمی‌شود. البته او در یکی از قسمت‌ها اعتراف کرد که گواهینامه گرفته‌است اما رانندگی نمی‌کند؛ چون فکر می‌کند آنقدر شخصیت مهمی است که رانندگی کردن برای او به زندگی راننده هدف می‌دهد و دارد به نوعی به دوستانش لطف می‌کند که می‌گذارد او را به محل‌هایی که می‌خواهد برود برسانند! مادرش از افراطی‌های مسیحیت است. خواهر و برادرش نیز از هوش پایینی برخوردار هستند. در فصل ۴ او با ایمی فارا فاولر دوست می‌شود و در فصل ۵ ایمی دوست‌دختر او می‌شود.
- کیلی کوئوکو در نقش پنی: دختری بلوند که اهل اوماها، نبراسکاست و در همسایگی شلدون و لئونارد زندگی می‌کند و برای بازیگر شدن به کالیفرنیا آمده. او برای بازیگر شدن در تست‌های زیادی شرکت می‌کند ولی موفق نیست و برای تأمین مخارج زندگی در رستوران چیزکیک فکتوری به عنوان پیش‌خدمت کار می‌کند. او چند بار با لئونارد رابطه برقرار می‌کند و از او جدا می‌شود اما در نهایت او و لئونارد هافستادر به‌طور ناگهانی در قسمت ۲۴ از فصل ۸ تصمیم به ازدواج می‌گیرند و در قسمت ۱ از فصل ۹ باهم به‌طور رسمی ازدواج می‌کنند ولی بلافاصله بعد از ازدواج لئونارد مشکلاتی به وجود می‌آورد. همچنین وی با ایمی و برنادت، گروه دوستانه‌ای تشکیل داده. نکته جالب دربارهٔ شخصیت پنی این است که تا به حال به نام خانوادگی این شخصیت در سریال اشاره نشده‌است ولی نویسندگان گفته‌اند که در فصل آخر از نام خانوادگی پنی با خبر می‌شویم.
- سایمون هلبرگ در نقش هاوارد والوویتز: او فوق لیسانس مهندسی هوافضا دارد و یهودی است و تا قبل از ازدواج با مادرش زندگی می‌کرد. مادر هاوارد یک مادر معتقد یهودی بود که بسیار روی پسرش حساس بود، هاوارد مادر خود را در فصل ۸ از دست میدهد. بر خلاف شلدون، لئونارد و راج، او دکترا ندارد و به خاطر همین موضوع دوستانش به خصوص شلدون او را مسخره می‌کنند. او نیز در پاسخ می‌گوید که مدرک او از ام‌آی‌تی است و به جای نظریه‌پردازی‌های بیهوده، او در ناسا به مشارکت واقعی در دنیای علم می‌پردازد. او در انتهای فصل ۵ به فضا می‌رود. هاوارد خودش را یک زن‌باز توصیف می‌کند ولی بیشتر اوقات در این کار موفق نیست. در فصل ۵ با برنادت ازدواج می‌کند، همچنین در فصل ۱۰ صاحب یک دختر به اسم هیلی و در فصل ۱۱ صاحب یک بسر به اسم نیل میشود که نام او را از اسم نیل آرمسترانگ الهام گرفت .
- کونال نایر در نقش راجش کوتراپالی: او که اهل دهلی نوست، دارای دکترای اخترفیزیک است و در مرکز تکنولوژی کالیفورنیا کار می‌کند. خانوادهٔ او پولدار هستند. راج از طریق وبکم با پدر و مادرش صحبت می‌کند. راج به جز در زمان‌هایی که الکل نوشیده باشد، نمی‌تواند با زنان زیبا صحبت کند. در انتهای فصل ۶، این مشکل او حل می‌شود. برخی کارهای او زنانه است، ولی تأکید می‌کند که همجنسگرا نیست. در فصل ۴، خواهر او پِریا، به لس‌آنجلس می‌آید و با لئونارد رابطه برقرار می‌کند. خود او نیز در فصل ۶ با لوسی آشنا می‌شود.

این بازیگران ابتدا دوره‌ای و مهمان بوده‌اند و بعد به بازیگران اصلی مجموعه ملحق شده‌اند.
- سارا گیلبرت در نقش لزلی وینکل (در فصل ۱ دوره‌ای، فصل ۲ اصلی و فصل ۳ دوره‌ای): او دارای دکترای فیزیک است و در آزمایشگاه همکار لئونارد است. به خاطر نظریات متضاد او و شلدون دربارهٔ فیزیک، او و شلدون دشمن یکدیگر هستند. با اینکه هر دوی آن‌ها یکدیگر را سطح پایین‌تر از خود می‌دانند، لزلی بیشتر شلدون را دست می‌اندازد و به او متلک می‌پراند. لزلی چندین بار با لئونارد و هاوارد رابطه جنسی برقرار می‌کند، بدون آنکه بین آن‌ها رابطه عاطفی وجود داشته باشد.

گیلبرت در فصل دوم به بازیگر اصلی مجموعه تبدیل شد، ولی دوباره در فصل سوم، به بازیگر دوره‌ای مهمان تغییر یافت، زیرا تهیه‌کنندگان نتوانستند محتوای زیادی برای کاراکتر او شکل بدهند.

وی بعد از فصل سوم، مجموعه را ترک کرد تا بر روی برنامه گفتگوی تلویزیونی خود به نام The Talk که از شبکه سی‌بی‌اس پخش می‌شود، تمرکز کند.
- ملیسا راوش در نقش برنادت راستنکاوسکی-والوویتز (فصل ۳ دوره‌ای، از فصل ۴ به بعد اصلی): زن جوانی که در ابتدا برای تأمین مخارج دانشگاهش، در رستوران پیش‌خدمت و همکار پنی است. در انتهای فصل ۴ او از تز دکترایش دفاع می‌کند و موفق به کسب دکترای میکروبیولوژی می‌شود. پنی، برنادت را به هاوارد معرفی می‌کند. در ابتدای آشنایی، به نظر می‌رسد که این دو با هم نمی‌سازند و وجه مشترکی ندارند، اما وقتی متوجه می‌شوند که هر دو مادر غیرقابل‌تحملی دارند، احساس می‌کنند که با هم وجه مشترک دارند. در فصل ۳ آن‌ها با هم به هم می‌زنند، در فصل ۴ دوباره با هم دوست می‌شوند. در اواخر فصل ۴ با هم نامزد می‌کنند و در آخرین قسمت فصل ۵، ازدواج می‌کنند.
- ماییم بیالیک در نقش ایمی فارا فاولر (در فصل ۳ مهمان، از اواسط فصل ۴ به بعد اصلی): راج و هاوارد او را در اینترنت پیدا می‌کنند. آن‌ها با اینکه انتظار ندارند شلدون زمانی بتواند با زنی رابطه برقرار کند برای خنده هم که شده اطلاعات شلدون را به یک سایت دوست‌یابی می‌دهند و آن سایت شلدون و ایمی را با هم مطابق تشخیص می‌دهد. شلدون و ایمی دیدار می‌کنند و متوجه می‌شوند آن دو نقاط مشترک بسیاری دارند، اما ایمی به روابط اجتماعی و رمانتیک بیشتر از شلدون تمایل دارد. شلدون او را دختری توصیف می‌کند که دوستش است، نه دوست دخترش. رابطه این دو در فصل ۵ و ۶ به کندی پیشرفت می‌کند. همچنین او پنی و برنادت را بهترین دوستان خود می‌داند. ایمی فارا فاولر دکترای عصب‌شناسی دارد، بازیگر این نقش ماییم بیالیک هم در واقع دکترای علوم اعصاب دارد.
- کوین سوسمن در نقش استوارت بلوم (فصل ۲–۵ دوره‌ای، فصل ۶ به بعد اصلی): استوارت صاحب مغازه کمیک است که کتاب‌های داستان و لوازم مربوط به شخصیت‌ها و فیلم‌های تخیلی مثل جنگ ستارگان، ارباب حلقه‌ها، و مرد عنکبوتی و غیره می‌فروشد. پسرانِ مجموعه، مرتب به آن مغازه سر می‌زنند و هر کدام مجموعهٔ گسترده‌ای از آن وسائل و کتاب‌ها دارند که علاقه و وابستگی زیادی هم به آن‌ها دارند و پای ثابت گردهمایی‌ها و جشنواره‌های کمیک و طرفدار عجیب فیلم‌های آن هستند و مثلاً برای نسخه‌ای که فقط دقایق کوتاهی اضافه بر فیلی دارد که بارها و بارها دیده‌اند باز هم با شور و شوق و هیجان در صف سینما می‌ایستند؛ و دخترهای سریال این رفتارها را بچگانه می‌دانند و از رفتارها و علایق و کلکسیون‌های آن‌ها متعجب هستند. استوارت هم شبیه ۴ مرد دیگر مجموعه است، اما توانایی اجتماعی او بیشتر از بقیه است. او فارغ‌التحصیل مدرسه طراحی رود آیلند است و استعداد نقاشی دارد. استوارت اولین باری که پنی را می‌بیند، از او تقاضا می‌کند که با هم بیرون بروند. بعد از چند قرار، پنی در موقعیتی حساس به اشتباه او را لئونارد صدا می‌کند و رابطه‌شان خراب می‌شود. در اپیزودی از فصل ۴، او می‌گوید که مشکل مالی دارد و مغازه‌اش، خانه‌اش نیز هست. در فصل ۶ که هاوارد به فضا می‌رود، او از طرف گروه پسران دعوت می‌شود تا جانشین هاوارد باشد. شلدون این قضیه را قبول نمی‌کند چون مدرک استوارت در حوزهٔ هنر است. استوارت با پیشنهاد ۳۰٪ تخفیف کتاب‌های مغازه‌اش، شلدون را راضی می‌کند.

## قسمت‌ها

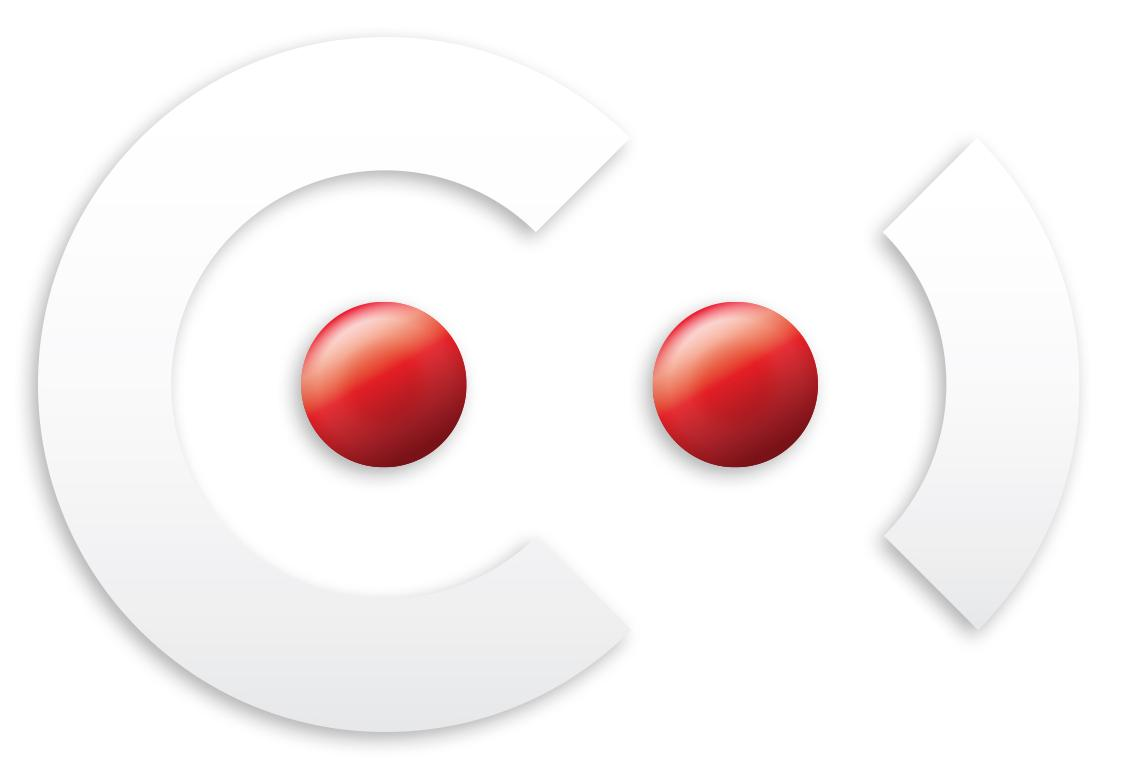
لوگوی cool tv در سال 2014

| فصل | قسمت‌ها | قسمت‌ها | تاریخ اصلی روی آنتن رفتن | تاریخ اصلی روی آنتن رفتن | بینندگان (میلیون) | بینندگان رتبه | ۱۸–۴۹ rating/share | ۱۸–۴۹ رتبه |
| فصل | قسمت‌ها | قسمت‌ها | اولین بار                | آخرین بار                | بینندگان (میلیون) | بینندگان رتبه | ۱۸–۴۹ rating/share | ۱۸–۴۹ رتبه |
| --- | ------ | ------ | ------------------------ | ------------------------ | ----------------- | ------------- | ------------------ | ---------- |
| ۱   | ۱۷     | ۱۷     | ۲۴ سپتامبر ۲۰۰۷          | ۱۹ مه ۲۰۰۸               | ۸٫۳۱              | ۶۸            | ۳٫۳/۸              | ۴۶         |
| ۲   | ۲۳     | ۲۳     | ۲۲ سپتامبر ۲۰۰۸          | ۱۱ مه ۲۰۰۹               | ۱۰٫۰۳             | ۴۰            | —                  | —          |
| ۳   | ۲۳     | ۲۳     | ۲۱ سپتامبر ۲۰۰۹          | ۲۴ مه ۲۰۱۰               | ۱۴٫۲۲             | ۱۲            | ۵٫۳/۱۳             | ۵          |
| ۴   | ۲۴     | ۲۴     | ۲۳ سپتامبر ۲۰۱۰          | ۱۹ مه ۲۰۱۱               | ۱۳٫۱۴             | ۱۳            | ۴٫۴/۱۳             | ۷          |
| ۵   | ۲۴     | ۲۴     | ۲۲ سپتامبر ۲۰۱۱          | ۱۰ مه ۲۰۱۲               | ۱۵٫۸۲             | ۸             | ۵٫۵/۱۷             | ۶          |
| ۶   | ۲۴     | ۲۴     | ۲۷ سپتامبر ۲۰۱۲          | ۱۶ مه ۲۰۱۳               | ۱۸٫۶۸             | ۳             | ۶٫۲/۱۹             | ۲          |
| ۷   | ۲۴     | ۲۴     | ۲۶ سپتامبر ۲۰۱۳          | ۱۵ مه ۲۰۱۴               | ۱۹٫۹۶             | ۲             | ۶٫۲/۲۰             | ۲          |
| ۸   | ۲۴     | ۲۴     | ۲۲ سپتامبر ۲۰۱۴          | ۷ مه ۲۰۱۵                | ۱۹٫۰۵             | ۲             | ۵٫۶/۱۷             | ۴          |
| ۹   | ۲۴     | ۲۴     | ۲۱ سپتامبر ۲۰۱۵          | ۱۲ مه ۲۰۱۶               | ۲۰٫۳۷             | ۲             | ۵٫۸/۱۹             | ۳          |
| ۱۰  | ۲۴     | ۲۴     | ۱۹ سپتامبر ۲۰۱۶          | ۱۱ مه ۲۰۱۷               | ۱۸٫۹۹             | ۲             | ۴٫۹/۱۹             | ۳          |
| ۱۱  | ۲۴     | ۲۴     | ۲۵ سپتامبر ۲۰۱۷          | ۱۰ مه ۲۰۱۸               | ۱۸٫۶۳             | ۱             | ۴٫۴                | ۵          |
| ۱۲  | ۲۴     | ۲۴     | ۲۴ سپتامبر ۲۰۱۸          | ۱۶ مه ۲۰۱۹               | ۱۷٫۳۱             | ۲             | ۳٫۶                | ۶          |

## تولید

Series' logo used for print

نخستین قسمت آزمایشی این سریال برای فصل تلویزیونی ۲۰۰۷–۲۰۰۶ ساخته شد و با نسخهٔ اصلی آن تفاوت‌های زیادی داشت. تنها شخصیت‌هایی که از آن قسمت باقی ماندند، لئونارد و شلدون بودند. همچنین در آن قسمت دو بازیگر اصلی زن وجود داشت: آماندا والش در نقش کیتی که شلدون و لئونارد او را پس از به هم زدن با دوست‌پسرش ملاقات می‌کنند و او را به آپارتمان خود دعوت می‌کنند (شخصیت پنی در نسخه دوم جایگزین کیتی شد)؛ آیریس بهر در نقش گیلدا که دانشمند و همکار شلدون و لئونارد است. در آن قسمت آزمایشی از آهنگ توماس دالبی به نام «آن دختر با دانش گیجم کرد» استفاده شد.
مجموعه از طرف شبکه تأیید نشد، ولی به تهیه‌کنندگان آن این فرصت داده شد که روی آن تغییراتی ایجاد کنند و آن را بهبود ببخشند. آن‌ها با تغییراتی که روی سریال ایجاد کردند، نسخهٔ امروزی آن را تولید کردند. قسمت آزمایشی اولیه هرگز به صورت رسمی منتشر نشد، اما بر روی اینترنت موجود است. در مورد تکامل سریال لوری می‌گوید: «ما قسمت آزمایشی بیگ بنگ را ساختیم و اصلاً به درد نمی‌خورد. اما دو چیزِ قابل توجه وجود داشت که در آن عالی بود و آن بازی جانی گالکی و جیم پارسونز بود. ما همه چیز را از اول بازنویسی کردیم و کیلی کوئوکو، سایمون هلبرگ و کونال نایر را به مجموعه اضافه کردیم».
هر دو قسمت آزمایشی ساخته شده را جیمز باروز کارگردانی کرد که البته کار با این مجموعه را ادامه نداد. سی‌بی‌اس بعد از ساخته شدن قسمت آزمایشی دوم، ۱۳ قسمت جدید از این مجموعه را سفارش داد. پیش از شروع پخش سریال، قسمت آزمایشی دوم به صورت رایگان بر روی آی‌تونز قرار گرفت. از ۲۴ سپتامبر ۲۰۰۷، پخش سریال شروع شد و در نهایت قرار شد فصل اول آن ۲۲ قسمت باشد. اما در نهایت به علت اعتصاب نویسندگان، ۱۷ قسمت ساخته شد.
دیوید سالتزبرگ، استاد فیزیک و اخترشناسی دانشگاه کالیفرنیا، لس‌آنجلس فیلم‌نامه را از لحاظ علمی چک می‌کند و دیالوگ‌های علمی، فرمول‌ها، معادلات و نمودارها را می‌نویسد. بیل پریدی در این‌باره می‌گوید: «ما سعی کردیم برای شلدون در فصل [اول] یک مسئلهٔ واقعی ایجاد کنیم که او در حال کار کردن بر روی آن باشد. هرآنچه روی تختهٔ او می‌بینید واقعی است. ما سخت تلاش کردیم تا همه‌چیز از نظر علمی صحیح باشد».

### دستمزد بازیگران
برای سه فصل اول، گالکی، پارسونز و کوئوکو، سه بازیگر اصلی مجموعه، برای بازی در هر قسمت ۶۰٬۰۰۰ دلار حقوق می‌گرفتند. این رقم برای فصل چهارم تا ۲۰۰٬۰۰۰ دلار افزایش یافت و در قرارداد آن‌ها ذکر شده که در هر فصل، ۵۰٬۰۰۰ دلار به دستمزدشان اضافه می‌شود، یعنی برای فصل هفتم، هرکدام ۳۵۰٬۰۰۰ دلار برای هر قسمت دستمزد می‌گیرند. طی اعتصابی که بازیگران در مرداد ماه سال ۹۳ انجام دادند، دست‌مزد جیم پارسونز، جانی گالکی و کیلی کوئوکو طی قراردادی سه‌ساله به یک میلیون دلار بابت هر قسمت افزایش یافت. در فصل دهم نیز دست‌مزد کونال نایر و سایمون هلبرگ به یک‌میلیون دلار بابت هر قسمت رسید و با سه‌بازیگر اصلی برابر شد. در مارس ۲۰۱۷ این پنج شخصیت اصلی ۱۰٪ از دست‌مزد خود کم کردند تا به دست‌مزد ملیسا راوش و ماییم بیالیک اضافه شود. در پایان آپریل، دست‌مزد راوش و بیالیک به نیم‌میلیون دلار بابت هر قسمت افزایش یافت.